# Port lotniczy Likiep
Port lotniczy Likiep (IATA: LIK) – port lotniczy zlokalizowany na atolu Likiep (Wyspy Marshalla).